# Mimophyle noctuata
Mimophyle noctuata là một loài bướm đêm trong họ Geometridae.